# Edad de oro de la ficción detectivesca

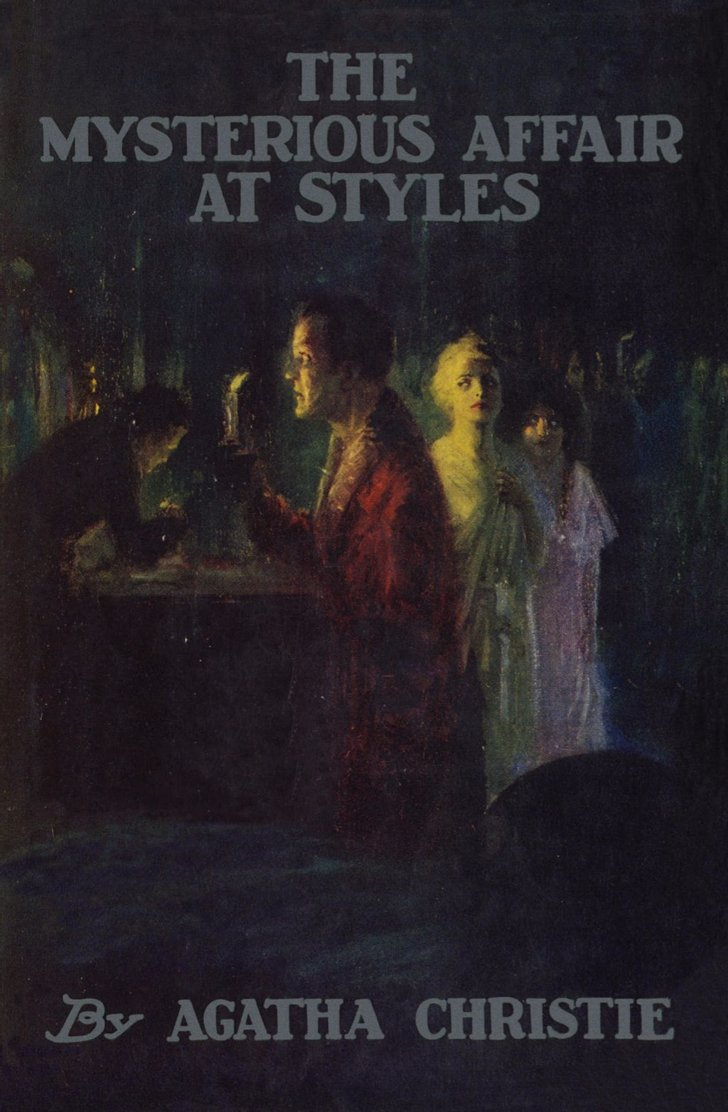
Portada de El misterioso caso de Styles, el primer libro protagonizado por Hércules Poirot, de Agatha Christie.

La edad de oro de la ficción detectivesca fue una época de novelas clásicas de misterio y asesinato de patrones y estilos similares, predominantemente en las décadas de 1920 y 1930. En la práctica, la edad de oro propiamente dicha suele referirse a un tipo de ficción que predominó en las décadas de 1920 y 1930, pero que se había escrito al menos desde 1911 y se sigue escribiendo en la actualidad. En su historia de la novela detectivesca, Bloody Murder: From the Detective Story to the Crime Novel, el autor Julian Symons encabeza dos capítulos dedicados a la edad de oro como "Los años veinte" y "Los años treinta". Symons señala que el artículo de Philip Van Doren Stern, "El caso del cadáver en el callejón sin salida" (1941), "podría servir... como obituario de la edad de oro". Las autoras Agatha Christie, Dorothy L. Sayers, Margery Allingham y Ngaio Marsh han sido llamadas colectivamente las reinas del crimen.

## Descripción del género
Se establecieron ciertas convenciones y clichés que limitaban cualquier sorpresa por parte del lector a los detalles de la trama y, principalmente, a la identidad del asesino. La mayoría de las novelas de la época eran whodunits ('¿quién lo ha hecho?'), y varios autores destacaban, tras engañar con éxito a sus lectores, por revelar convincentemente como villano al sospechoso menos probable. También había predilección por ciertos repartos de personajes y ciertos escenarios en una apartada casa de campo inglesa y sus habitantes de clase alta (aunque generalmente se trataba de la alta burguesía terrateniente; no de la aristocracia con su casa de campo como segunda vivienda). Las reglas del juego ( los misterios del Siglo de Oro se consideraban como juegos) fueron codificadas en 1929 por Ronald Knox.
Según Knox, una novela policíaca "debe tener como principal interés el desentrañamiento de un misterio; un misterio cuyos elementos se presenten claramente al lector en una fase temprana del procedimiento, y cuya naturaleza sea tal que despierte la curiosidad, una curiosidad que se ve gratificada al final". Los Diez mandamientos" de Knox, también conocidos como "decálogo Knox", son los siguientes:
1. El criminal debe mencionarse al principio de la historia, pero no debe ser nadie cuyos pensamientos el lector haya podido conocer.
2. Se descartan por supuesto todos los agentes sobrenaturales o preternaturales.
3. No se permite más de una habitación o pasadizo secreto.
4. No se pueden utilizar venenos desconocidos hasta ahora, ni aparatos que necesiten una larga explicación científica al final.
5. Ningún chino debe figurar en la historia.[Nota 1]
6. Ningún accidente debe ayudar al detective, ni éste debe tener una intuición inexplicable que demuestre ser correcta.
7. El propio detective no debe cometer el crimen.
8. El detective está obligado a declarar todas las pistas que descubra.
9. El "compañero" del detective, el Watson, no debe ocultar al lector ningún pensamiento que pase por su mente: su inteligencia debe estar ligeramente, pero muy ligeramente, por debajo de la del lector medio.
10. Los hermanos gemelos, y los dobles en general, no deben aparecer a menos que hayamos sido debidamente preparados para ellos.

S. S. Van Dine elaboró una lista similar, aunque más detallada, de requisitos en un artículo titulado "Twenty Rules for Writing Detective Stories" (‘Veinte reglas para escribir historias de detectives’), que apareció en la revista The American Magazine en septiembre de 1928 y que se conoce comúnmente como los Mandamientos de Van Dine.

## Declive de la popularidad
El estallido de la Segunda Guerra Mundial se considera a menudo el principio del fin de la novela policíaca ligera y sencilla de la edad de oro. Como escribe Ian Ousby, la edad de oro "murió hace mucho tiempo. De hecho, se podría argumentar que aún no está muerta, ya que sus manierismos han demostrado ser obstinadamente persistentes en escritores de los que se podría haber esperado que los abandonaran por considerarlos anticuados, o algo peor. Sin embargo, la Segunda Guerra Mundial marcó un final significativo, al igual que la Primera Guerra Mundial había marcado un comienzo significativo".: 64  Además, escribe: "Incluso en la década de 1930 sus supuestos estaban siendo cuestionados. [...] Si antes era habitual considerar la edad de oro como un hito en la historia de la humanidad, ahora estaba de moda denunciarla. La acusación decía que había seguido unas reglas que trivializaban el tema. Había preferido escenarios que expresaban una visión estrecha, si no deliberadamente elitista, de la sociedad. Y en lugar de héroes, había creado detectives en el mejor de los casos bidimensionales y en el peor tediosos": 65 
El influyente escritor y crítico Julian Symons, que despreció la ficción detectivesca de la posguerra en Asesinato sangriento, Edmund Wilson (¿A quién le importa quién mató a Roger Ackroyd?),  y Raymond Chandler (El simple arte de matar) atacaron el género. En número de ventas, especialmente las de Agatha Christie, la ficción detectivesca moderna nunca se ha acercado a la popularidad de la literatura de la edad de oro. David Lehman escribe: "De vez en cuando alguien repite el famoso comentario de Edmund Wilson sobre las novelas policíacas: “¿A quién le importa quién mató a Roger Ackroyd?” Wilson consideraba el género como subliterario en fase terminal, una adicción o un vicio inofensivo al mismo nivel que los crucigramas. Pero lo cierto es que por cada Edmund Wilson que se resiste al género hay docenas de intelectuales que lo han abrazado de todo corazón. El perdurable atractivo intelectual de la novela policíaca... es una de las maravillas literarias del siglo".

## Influencia duradera
La literatura actual, influida por el estilo del Siglo de Oro, suele denominarse literatura de misterio acogedora, a diferencia del estilo hardboiled, popular en Estados Unidos. Entre los escritores recientes que trabajan en este estilo se encuentran Sarah Caudwell, Ruth Dudley Edwards, Peter Lovesey y Simon Brett. Las series de televisión que emulan este estilo son Murder, She Wrote y Midsomer Murders. Se siguen produciendo películas y series de televisión basadas en las novelas clásicas de la edad de oro. En 1930, un grupo de autores británicos de la edad de oro se reunieron para formar el Detection Club. Además de reunirse para cenar y ayudarse mutuamente en los aspectos técnicos de su trabajo, los miembros acordaron cumplir los Mandamientos de Knox. Anthony Berkeley desempeñó un papel decisivo en la creación del club, y G. K. Chesterton fue su primer presidente. En 2015, Martin Edwards se convirtió en el noveno presidente del club.
El misterio de la casa de campo fue un género popular de la ficción detectivesca inglesa en las décadas de 1920 y 1930; ambientado en las residencias de la alta burguesía y a menudo implicando un asesinato en una casa de campo temporalmente aislada por una tormenta de nieve o similar con los sospechosos todos en una fiesta de fin de semana en la casa. El juego de mesa Cluedo (Clue en Norteamérica) se basa en la estructura del misterio de la casa de campo.
Desde finales de la década de 1980 hasta principios de la de 1990, no pocos escritores de misterio influidos por el estilo de la edad de oro debutaron uno tras otro en Japón. Se les conoce como nuevos tradicionalistas nuevos tradicionalistas (新本格ミステリ作家 shin honkaku misuteri sakka?, tdl. nuevos escritores ortodoxos de misterio) o  nueva escuela ortodoxa (新本格派 shin honkaku ha?). Entre los "nuevos tradicionalistas" representativos se encuentran escritores como Yukito Ayatsuji, Gosho Aoyama, Rintaro Norizuki y Taku Ashibe.

## Autores populares
La mayoría de los autores de la edad de oro eran británicos o irlandeses. Algunos autores estadounidenses tenían un estilo más hardboiled.

### Británicos
- Margery Allingham
- Cecil Day-Lewis
- Lynn Brock
- G. K. Chesterton
- Agatha Christie
- Anthony Berkeley Cox
- John Creasey
- Edmund Crispin
- Freeman Wills Crofts
- Joseph Jefferson Farjeon
- R. Austin Freeman
- Georgette Heyer
- Anne Hocking
- J. I. M. Stewart
- Ronald Knox
- E. C. R. Lorac
- Philip MacDonald
- Gladys Mitchell
- E. R. Punshon
- Dorothy L. Sayers
- Josephine Tey
- Patricia Wentworth
- Sir Henry Aubrey-Fletcher, 6th Barone

### No británicos
- Earl Derr Biggers
- James M. Cain
- Raymond Chandler
- John Dickson Carr
- Frances Crane
- Elizabeth T. Daly
- Frederick Van Rensselaer Dey
- Brett Halliday
- S. S. Van Dine
- Erle Stanley Gardner
- Walter B. Gibson
- Frank Gruber
- Dashiell Hammett
- John P. Marquand
- Ngaio Marsh
- Ellery Queen
- Mary Roberts Rinehart
- Georges Simenon
- Rex Stout
- Phoebe Atwood Taylor
- Louis Joseph Vance